# Эквио
Эквио — мобильная платформа, единое цифровое пространство для обучения, управления и мотивации персонала. Позволяет создавать обучающие курсы, проводить онлайн-презентации, организовывать обучение сотрудников. Платформу используют российские и международные компании, такие как МТС, Kärcher, Корпоративная Академия Роскосмоса, L’Oreal, LafargeHolcim и другие. Цифровая платформа Эквио включена в реестр российского ПО, прошла отбор совета Агентства стратегических инициатив, является резидентом Сколково и занимает 5,3 % российского корпоративного EdTech рынка..

## Технические характеристики
Платформа разработана для мобильных устройств и веб-браузеров, и имеет открытое API. Платформа поддерживает следующие форматы материалов: видео MP4, pdf, xls, doc, pptx. На платформе возможно размещение SCORM-курсов v.1.2 и 2004.

## История
В 2015 году была запущена первая пилотная версия платформы для компании Henkel. В 2019 году в разработку платформы инвестировала $1 млн компания OKS Group. По состоянию на весну 2022 года с платформой Эквио работает более 350 корпоративных клиентов, более 650 тысяч сотрудников компаний из России и ЕАЭС установили приложение.

## Награды
1. Рейтинг РБК Тренды и агентства Smart Ranking 2021, 2 место среди платформ для корпоративного обучения[17][18].
2. СМАРТ Пирамида — 2021, «Лучшее digital-решение для корпоративного обучения 2021», 2021[19][20].
3. СМАРТ Пирамида — 2020, «ЛУЧШАЯ EDTECH КОМПАНИЯ 2020 ГОДА», 2020[21][22].
4. VIII HR Tech Forum & Award 2020, «Лучшее решение для управления распределёнными командами», 2020[23][24].
5. Цифровые Вершины, финалист национальной премии, 2020[25].
6. Супергерои E-Learning, «Супергеройская СДО», 2020[26][27].